# Ostropa
Ostropa is een monotypisch geslacht in de familie Stictidaceae. Het bevat alleen de soort Ostropa barbara.